# Pietrabissara
Pietrabissara (Prïa Bisciæa in ligure) è una frazione di 76 abitanti del comune di Isola del Cantone, nella città metropolitana di Genova. Ubicata a 278 metri sul livello del mare, si trova alla sinistra del torrente Scrivia, lungo il tracciato dell'antica via Postumia anteriore.

## Storia

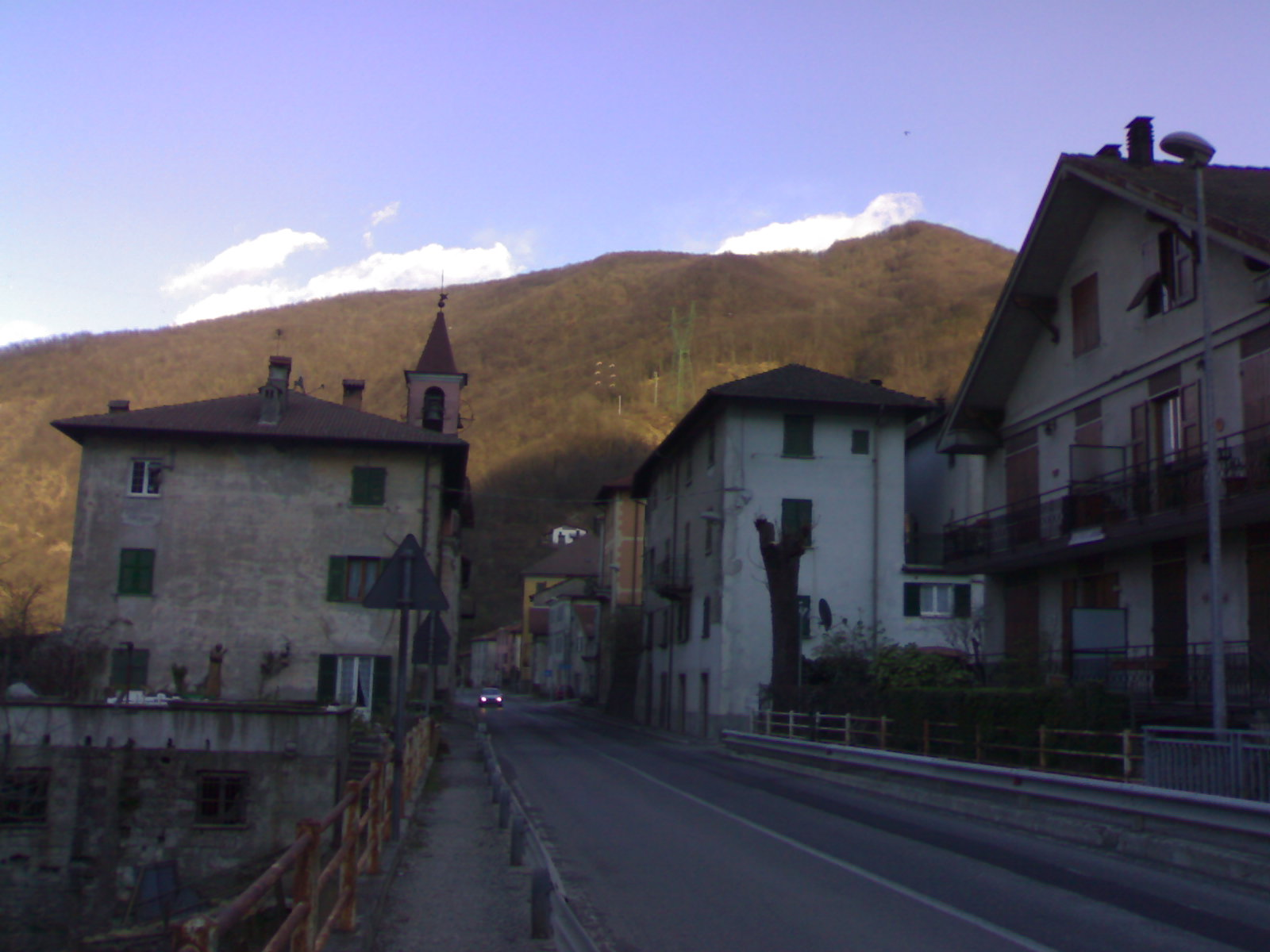
Altro scorcio

Nel 1648 il marchese di Dernice e Pietrabissara Luciano Spinola (padre del futuro doge di Genova Luca Spinola) costruì palazzo Spinola come residenza nobiliare.
Nell'Ottocento venne costruita la strada regia e poi l'attuale strada statale 35 dei Giovi. Dal 1889 è sede di una piccola stazione ferroviaria sulla linea Torino-Genova dove fermano pochi treni.
Dal 1859, dopo il Decreto Rattazzi a circa 500 m a nord del paese passa il confine tra Piemonte (provincia di Alessandria) e Liguria (città metropolitana di Genova).
Oggi palazzo Spinola dopo esser stato acquistato dallo storico ronchese Lorenzo Tacchella è diventato sede del Centro di Studi Storici e Storico Ecclesiastici, dell'Accademia Olubrense (da Olubria il nome latino dello Scrivia) che è stata riconosciuta anche dal Sovrano Militare Ordine di Malta e dalla Santa Sede.
Nel luglio 1827 Alessandro Manzoni ebbe un incidente con la carrozza a Pietrabissara, rischiando di cadere in un dirupo nello Scrivia.

## Monumenti e luoghi d'interesse

### Architetture religiose
- Chiesa parrocchiale di Santa Croce.

## Infrastrutture e trasporti

### Ferrovie
La stazione di Pietrabissara è la fermata del paese, situata sulla ferrovia Torino-Genova. Vi fermano solo treni regionali che percorrono la linea via Isola del Cantone.

## Galleria d'immagini

Palazzo Spinola costruito nel 1648, sede dell'Accademia Olubrense
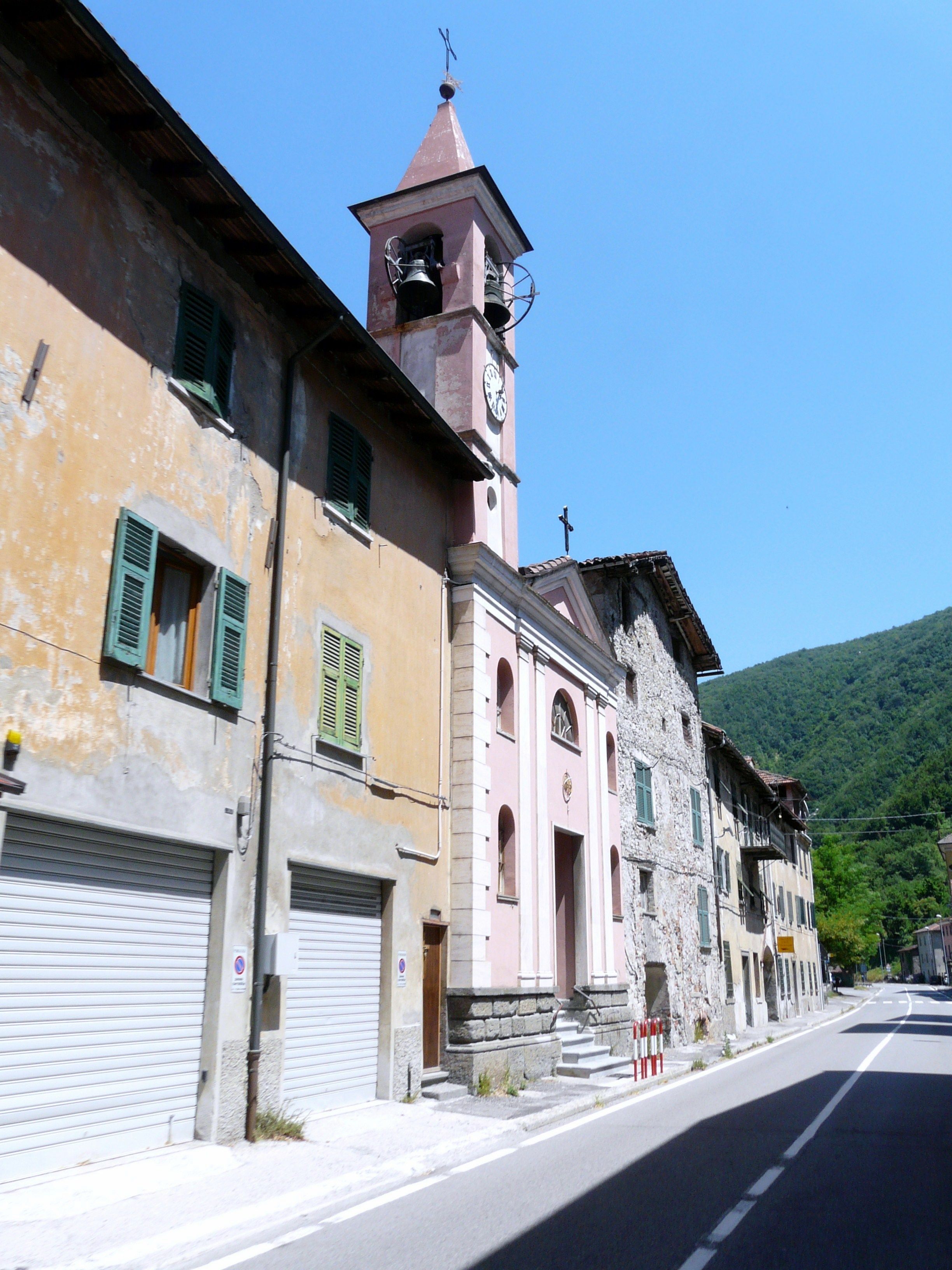
La chiesa di Santa Croce